# Luís de Freitas Branco

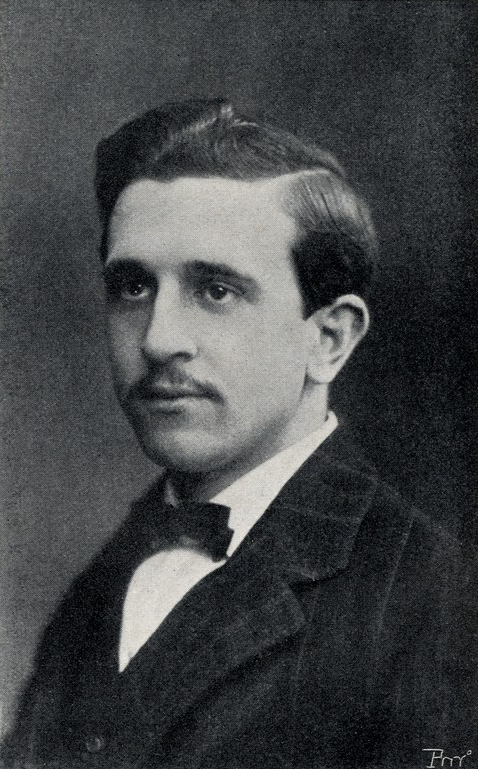
Luís de Freitas Branco, 1911

 Luís Maria da Costa de Freitas Branco (* 12. Oktober 1890 in Lissabon; † 27. November 1955 in Lissabon) war ein portugiesischer Komponist und Musikwissenschaftler. Er zählte zu den herausragenden Persönlichkeiten der Musikgeschichte seines Landes in der ersten Hälfte des 20. Jahrhunderts.

## Leben
Aus einer aristokratischen Familie stammend, genoss Luís de Freitas Branco eine breite musikalische Ausbildung. Seine Kompositionslehrer in Lissabon waren Augusto Machado, Tomás Borba, später Désiré Pâque und Luigi Mancinelli. Studien führten den Zwanzigjährigen nach Berlin und Paris, wo er u. a. bei Engelbert Humperdinck sowie Gabriel Grovlez studierte und Claude Debussy kennenlernte. Früh selbst kompositorisch tätig, wirkte er ab 1916 als Kompositionsprofessor am Konservatorium Lissabon und war 1919 bis 1924 auch dessen stellvertretender Direktor. Als Musikwissenschaftler befasste er sich insbesondere mit der portugiesischen Polyphonie des 17. Jahrhunderts und veröffentlichte ein Buch über den ebenfalls komponierenden König Johann IV. von Portugal. Zwischen 1939 und 1947 zog er sich aus politischen Gründen von allen Ämtern zurück.
Viele portugiesische Komponisten waren Schüler von Freitas Branco, beispielsweise Joly Braga Santos. Sein Bruder Pedro de Freitas Branco war Dirigent.

## Werk
Als Komponist stand Freitas Branco unter dem Einfluss der französischen Spätromantik und des Impressionismus. Als Hauptwerke gelten seine 4 Sinfonien. Neben Orchesterwerken komponierte er auch geistliche Musik und Kammermusik.

### Chronologie der wichtigsten Orchesterwerke
- Scherzo Fantastique (1907)
- Antero De Quental – Sinfonische Dichtung (1908)
- After a reading of Guerra Junqueiro (1909)
- Artificial Paradises – Sinfonische Dichtung (1910)
- Tentacoes de S. Frei Gil (1911)
- Vathek (1913)
- Violinkonzert (1916)
- Alentejo Suite Nr. 1 (1919)
- 1. Sinfonie (1924)
- 2. Sinfonie (1926)
- Alentejo Suite Nr. 2 (1927)
- 3. Sinfonie (1944)
- Solemnia Verba – Sinfonische Dichtung (1951)
- 4. Sinfonie (1952)